# البطولات الفرنسية 1948 (كرة مضرب)
قائمة بالبطولات الفرنسية لعام 1948 (المعروفة الآن باسم دورة رولان غاروس) :

## الكبار

### فردي رجال
فرانك أ. باركر هزم  ياروسلاف دروبني، النتيجة:6-4 7-5 5-7 8-6

### فردي سيداتs
نيلي لاندراي هزمت  شيرلي فراي، النتيجة:6-2 0-6 6-0